# Österreich-Rundfahrt 2004
L'Österreich-Rundfahrt 2004, cinquantaseiesima edizione della corsa, si svolse dal 7 al 13 giugno su un percorso di 1119 km ripartiti in 7 tappe, con partenza da Salisburgo e arrivo a Vienna. Fu vinto dall'australiano Cadel Evans della T-Mobile davanti agli italiani Michele Scarponi e Maurizio Vandelli.

## Tappe
| Tappa  | Data      | Percorso                               | km   | Vincitore di tappa | Leader cl. generale |
| ------ | --------- | -------------------------------------- | ---- | ------------------ | ------------------- |
| 1ª     | 7 giugno  | Salisburgo > Salisburgo                | 148  | Tom Steels         | Tom Steels          |
| 2ª     | 8 giugno  | Salisburgo > Kitzbühel                 | 144  | Cadel Evans        | Cadel Evans         |
| 3ª     | 9 giugno  | Kitzbühel > Bad Hofgastein             | 186  | Tom Steels         | Cadel Evans         |
| 4ª     | 10 giugno | Bad Gastein > Lienz                    | 148  | Gerrit Glomser     | Cadel Evans         |
| 5ª     | 11 giugno | Lienz > St. Veit an der Glan           | 174  | Filippo Simeoni    | Cadel Evans         |
| 6ª     | 12 giugno | St. Veit an der Glan > Bad Radkersburg | 195  | Jan Kuyckx         | Cadel Evans         |
| 7ª     | 13 giugno | Vienna > Vienna                        | 124  | Ludo Dierckxsens   | Cadel Evans         |
| Totale | Totale    | Totale                                 | 1119 |                    |                     |

## Dettagli delle tappe

### 1ª tappa
- 7 giugno: Salisburgo > Salisburgo – 148 km

| Pos. | Corridore        | Squadra     | Tempo    |
| ---- | ---------------- | ----------- | -------- |
| 1    | Tom Steels       | Landbouwkr. | 3h28'12" |
| 2    | Gorik Gardeyn    | Lotto-Domo  | s.t.     |
| 3    | Michel Vanhaecke | MrBookmaker | s.t.     |

| Pos. | Corridore           | Squadra     | Tempo    |
| ---- | ------------------- | ----------- | -------- |
| 1    | Tom Steels          | Landbouwkr. | 3h28'02" |
| 2    | Pascal Hungerbühler | Volksbank   | a 1"     |
| 3    | Michel Vanhaecke    | MrBookmaker | a 4"     |

### 2ª tappa
- 8 giugno: Salisburgo > Kitzbühel – 144 km

| Pos. | Corridore         | Squadra   | Tempo    |
| ---- | ----------------- | --------- | -------- |
| 1    | Cadel Evans       | T-Mobile  | 3h37'34" |
| 2    | Michele Scarponi  | Domina V. | a 14"    |
| 3    | Maurizio Vandelli | Radclub   | a 21"    |

| Pos. | Corridore         | Squadra   | Tempo    |
| ---- | ----------------- | --------- | -------- |
| 1    | Cadel Evans       | T-Mobile  | 7h05'36" |
| 2    | Michele Scarponi  | Domina V. | a 18"    |
| 3    | Maurizio Vandelli | Radclub   | a 27"    |

### 3ª tappa
- 9 giugno: Kitzbühel > Bad Hofgastein – 186 km

| Pos. | Corridore      | Squadra     | Tempo    |
| ---- | -------------- | ----------- | -------- |
| 1    | Tom Steels     | Landbouwkr. | 4h13'36" |
| 2    | David Kopp     | Lamonta     | s.t.     |
| 3    | Gerrit Glomser | Saeco       | a 1"     |

| Pos. | Corridore         | Squadra   | Tempo     |
| ---- | ----------------- | --------- | --------- |
| 1    | Cadel Evans       | T-Mobile  | 11h19'13" |
| 2    | Michele Scarponi  | Domina V. | a 18"     |
| 3    | Maurizio Vandelli | Radclub   | a 27"     |

### 4ª tappa
- 10 giugno: Bad Gastein > Lienz – 148 km

| Pos. | Corridore          | Squadra  | Tempo    |
| ---- | ------------------ | -------- | -------- |
| 1    | Gerrit Glomser     | Saeco    | 3h57'20" |
| 2    | Andreas Matzbacher | Saeco    | s.t.     |
| 3    | Tomáš Konečný      | T-Mobile | a 5"     |

| Pos. | Corridore         | Squadra   | Tempo     |
| ---- | ----------------- | --------- | --------- |
| 1    | Cadel Evans       | T-Mobile  | 15h16'48" |
| 2    | Michele Scarponi  | Domina V. | a 19"     |
| 3    | Maurizio Vandelli | Radclub   | a 28"     |

### 5ª tappa
- 11 giugno: Lienz > St. Veit an der Glan – 174 km

| Pos. | Corridore       | Squadra   | Tempo    |
| ---- | --------------- | --------- | -------- |
| 1    | Filippo Simeoni | Domina V. | 4h07'59" |
| 2    | Harald Morscher | Volksbank | a 3"     |
| 3    | David Kopp      | Lamonta   | s.t.     |

| Pos. | Corridore         | Squadra   | Tempo     |
| ---- | ----------------- | --------- | --------- |
| 1    | Cadel Evans       | T-Mobile  | 19h24'50" |
| 2    | Michele Scarponi  | Domina V. | a 19"     |
| 3    | Maurizio Vandelli | Radclub   | a 28"     |

### 6ª tappa
- 12 giugno: St. Veit an der Glan > Bad Radkersburg – 195 km

| Pos. | Corridore         | Squadra    | Tempo    |
| ---- | ----------------- | ---------- | -------- |
| 1    | Jan Kuyckx        | Vlaanderen | 4h21'33" |
| 2    | Koos Moerenhout   | Lotto-Domo | a 1"     |
| 3    | Massimiliano Mori | Domina V.  | s.t.     |

| Pos. | Corridore         | Squadra   | Tempo     |
| ---- | ----------------- | --------- | --------- |
| 1    | Cadel Evans       | T-Mobile  | 23h47'54" |
| 2    | Michele Scarponi  | Domina V. | a 19"     |
| 3    | Maurizio Vandelli | Radclub   | a 28"     |

### 7ª tappa
- 13 giugno: Vienna > Vienna – 124 km

| Pos. | Corridore        | Squadra     | Tempo    |
| ---- | ---------------- | ----------- | -------- |
| 1    | Ludo Dierckxsens | Landbouwkr. | 2h39'42" |
| 2    | Tom Steels       | Landbouwkr. | s.t.     |
| 3    | Jochen Summer    | ELK Haus    | s.t.     |

| Pos. | Corridore         | Squadra   | Tempo     |
| ---- | ----------------- | --------- | --------- |
| 1    | Cadel Evans       | T-Mobile  | 26h27'36" |
| 2    | Michele Scarponi  | Domina V. | a 19"     |
| 3    | Maurizio Vandelli | Radclub   | a 28"     |

## Classifiche finali

### Classifica generale
| Pos. | Corridore         | Squadra     | Tempo     |
| ---- | ----------------- | ----------- | --------- |
| 1    | Cadel Evans       | T-Mobile    | 26h27'36" |
| 2    | Michele Scarponi  | Domina V.   | a 19"     |
| 3    | Maurizio Vandelli | Radclub     | a 28"     |
| 4    | Tomáš Konečný     | T-Mobile    | a 1'07"   |
| 5    | Jure Golčer       | Pinzolo     | a 1'28"   |
| 6    | Paul Crake        | Corratec    | s.t.      |
| 7    | Christian Werner  | T-Mobile    | a 1'40"   |
| 8    | Wim Van Huffel    | Vlaanderen  | a 2'54"   |
| 9    | Yaroslav Popovych | Landbouwkr. | a 2'56"   |
| 10   | Thomas Rohregger  | Hervis      | a 3'03"   |